# موسم العواصف الأوروبية 2024-2025
موسم العواصف الريحية الأوروبية 2024–2025 هو الموسم العاشر والحالي ضمن سلسلة مواسم العواصف في أوروبا. يغطي فترة سنة واحدة من 1 سبتمبر حتى 31 أغسطس من العام التالي، مع اختلاف في منطقة شرق البحر الأبيض المتوسط حيث يمتد حتى نهاية سبتمبر. تم الإعلان عن أسماء العواصف قبل أربعة أيام من بداية الموسم في 28 أغسطس 2024. وهذا هو الموسم السادس الذي تشارك فيه هولندا (من خلال KNMI) مع Met Office في المملكة المتحدة وMet Éireann في أيرلندا ضمن المجموعة الغربية. كما تعاونت هيئات الأرصاد البرتغالية والإسبانية والفرنسية والبلجيكية للعام الثامن على التوالي، وانضمت إليها لوكسمبورغ (ضمن المجموعة الجنوبية الغربية). ويعد هذا الموسم الرابع لمجموعتي شرق ووسط البحر الأبيض المتوسط، حيث تضم المجموعة الشرقية: اليونان وإسرائيل وقبرص؛ بينما تشمل المجموعة الوسطى: إيطاليا وسلوفينيا وكرواتيا والجبل الأسود ومقدونيا الشمالية ومالطا.

## خلفية وتسميات

### التعاريف ومعايير التسمية
لا يوجد تعريف موحد للعاصفة الريحية في أوروبا، ولا نظام موحد لتسميتها. في المجموعة الغربية (المملكة المتحدة، أيرلندا وهولندا)، يتم تسمية العاصفة عند إصدار إنذار برتقالي (أو كهرماني حسب نظام الإنذار الوطني البريطاني) إذا كانت هناك احتمالية لهبوب رياح قوية مستمرة تفوق 65 كم/س أو هبات رياح واسعة النطاق تتجاوز 110 كم/س، مع اختلاف طفيف في القيم بين الهيئات والمواسم.
تستخدم بقية المجموعات في جنوب غرب أوروبا وشرق البحر الأبيض المتوسط معايير مشابهة، مع بعض التباين في حدود سرعة الرياح والتأثير المتوقع على البنية التحتية.
كما يستمر جامعة برلين الحرة (FUB) في تسمية جميع أنظمة الضغط المرتفع والمنخفض المؤثرة في أوروبا، رغم أنها لا تمنح أسماء للعواصف بحد ذاتها.

## وصلات خارجية
- مركز العواصف - مكتب الأرص